# Karczmiska (powiat Opolski)
Karczmiska is een dorp in het Poolse woiwodschap Lublin, in het district Opolski (Lublin). De plaats maakt deel uit van de gemeente Karczmiska en telt 2800 inwoners.